# Zácpa
Zácpa (nebo také konstipace, obstipace) je označení nejen pro poruchu zažívání, která se projevuje obtížným a málo častým vylučováním stolice. Výsledkem je nafouklé a bolestivé břicho a velmi sporadické a bolestivé vyprazdňování stolice, která je zpravidla příliš tuhá. Zácpa ve svých důsledcích může zhoršit stav hemoroidů a dalších chorob.
Příčinou zácpy může být jen citlivá reakce organismu na změnu prostředí (psychické faktory, např. na začátku dovolené), důsledek nějakého onemocnění či defektu (vznik překážky ve střevech), špatné stravy (nedostatek tekutin a vlákniny), nedostatek pohybu, případně osobní disposice postiženého. Dopad dlouhodobější zácpy na organismus je velmi neblahý a je nanejvýš vhodné ji léčit. K akutnímu potlačení zácpy se používají tzv. projímadla, o jejich použití je ovšem nutné se poradit s lékařem nebo lékárníkem. Opakem zácpy je průjem (diarea, diarrhoea).

## Rozdělení
Rozlišujeme tři typy zácpy[zdroj⁠?!]
- Rektální – zadržování stolice normální konzistence s opožděnou defekací na podkladě biopsychosociálních poruch
- Tlustého střeva – následek zpomalené pasáže zbytků stravy
- Percipovaná – jedinec si sám určí diagnózu zácpy a peristaltiku tlustého střeva zabezpečuje laxancii, čípky, klyzmaty